# Dogón
Los dogón son un grupo étnico que vive en la región central de Malí, al suroeste de la curva del río Níger, cerca de la ciudad de Bandiagara, en la región de Mopti. Su población está estimada entre 400 000 y 800 000 personas.
Los dogón son especialmente conocidos por sus tradiciones religiosas, sus bailes con máscaras, su escultura de madera y su arquitectura. El último siglo ha visto sucederse importantes cambios en su organización social, en su cultura material así como en sus creencias, en buena medida como consecuencia del atractivo turístico del país dogón.

## Geografía e historia
El territorio donde se localiza la mayoría dogón está bisectado por la falla de Bandiagara, que llega a presentar un desnivel de 150 metros en las zonas bajas y de 300 metros en las altas, promediando los 200 metros en la mayor parte del recorrido a lo largo de 150 km. En el sudeste de la falla se encuentra la llanura árida de Seno-Gondo y al noreste la meseta de Bandiagara. Históricamente, los pueblos dogón se establecieron en el área de Bandiagara como consecuencia del rechazo colectivo de esta etnia a convertirse al islamismo hace alrededor de mil años.
La inseguridad a la que se vieron enfrentados los dogón como consecuencia de la presión impuesta por otros pueblos musulmanes los llevaron a desplazarse y a instalar sus aldeas en posiciones defendibles sobre paredes escarpadas y colinas. Otro factor que influyó sobre la elección del emplazamiento de sus pueblos fue el agua. El río Níger está cerca y en la piedra de arenisca de su ubicación nace, al pie del risco, un riachuelo durante la temporada húmeda.

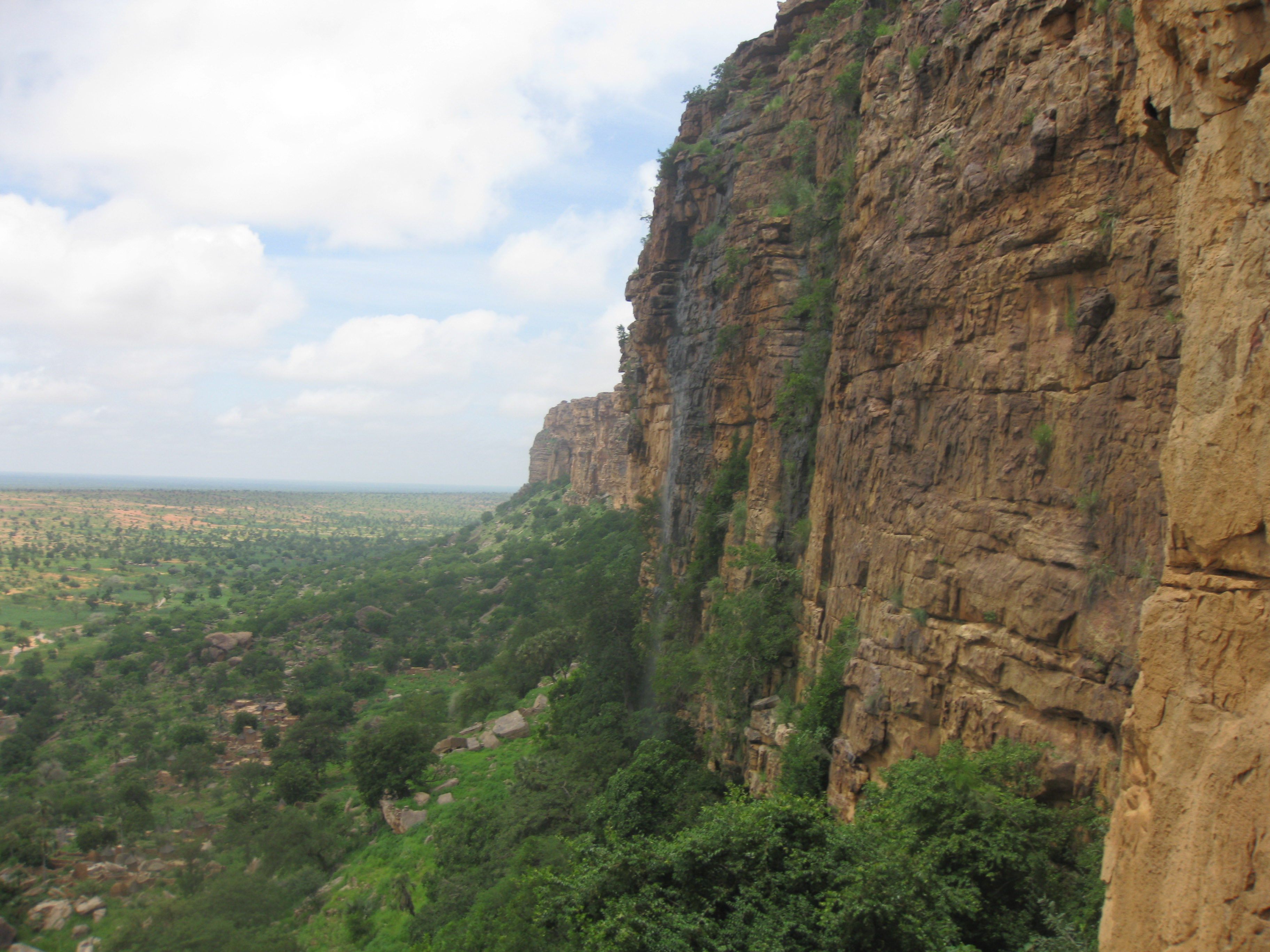
Falla de Bandiagara en la frondosa época de lluvias.

Entre los dogón existen multitud de tradiciones orales que relatan la historia de su origen. Una de ellas explica que provienen del Mandé, situado hacia el suroeste de los riscos de Bandiagara, cerca de Bamako. De acuerdo a esta tradición oral, el primer emplazamiento dogón se estableció en el extremo suroeste de la escarpadura de Kani-Na.
Hacia el siglo XV, los dogón se mudaron hacia el norte, a lo largo de esta escarpadura, llegando hasta la región de Sanga.
Otros relatos orales sitúan el origen de los dogón hacia el oeste, más allá del río Níger, o afirman que el pueblo dogón viene del este. Es probable que los dogón actuales estén formados por múltiples grupos de diverso origen que migraron para escapar de la islamización.
Con frecuencia es difícil diferenciar entre prácticas premusulmanas y las posteriores, aunque la Ley Islámica las clasifica, junto con otras etnicidades de la región (Mossi, Gurma, Bobo, Busa y Yoruba) como fuera del canon Dar al-Islam y por lo tanto daba carta blanca a los traficantes de esclavos para realizar razzias.
A medida que el crecimiento de las ciudades aumentó, la demanda de esclavos en toda la región de África occidental también se incrementó, lo que supuso el asesinato de autóctonos por los asaltantes islámicos y la esclavización generalizada, también de mujeres y niños.

## Arte dogón

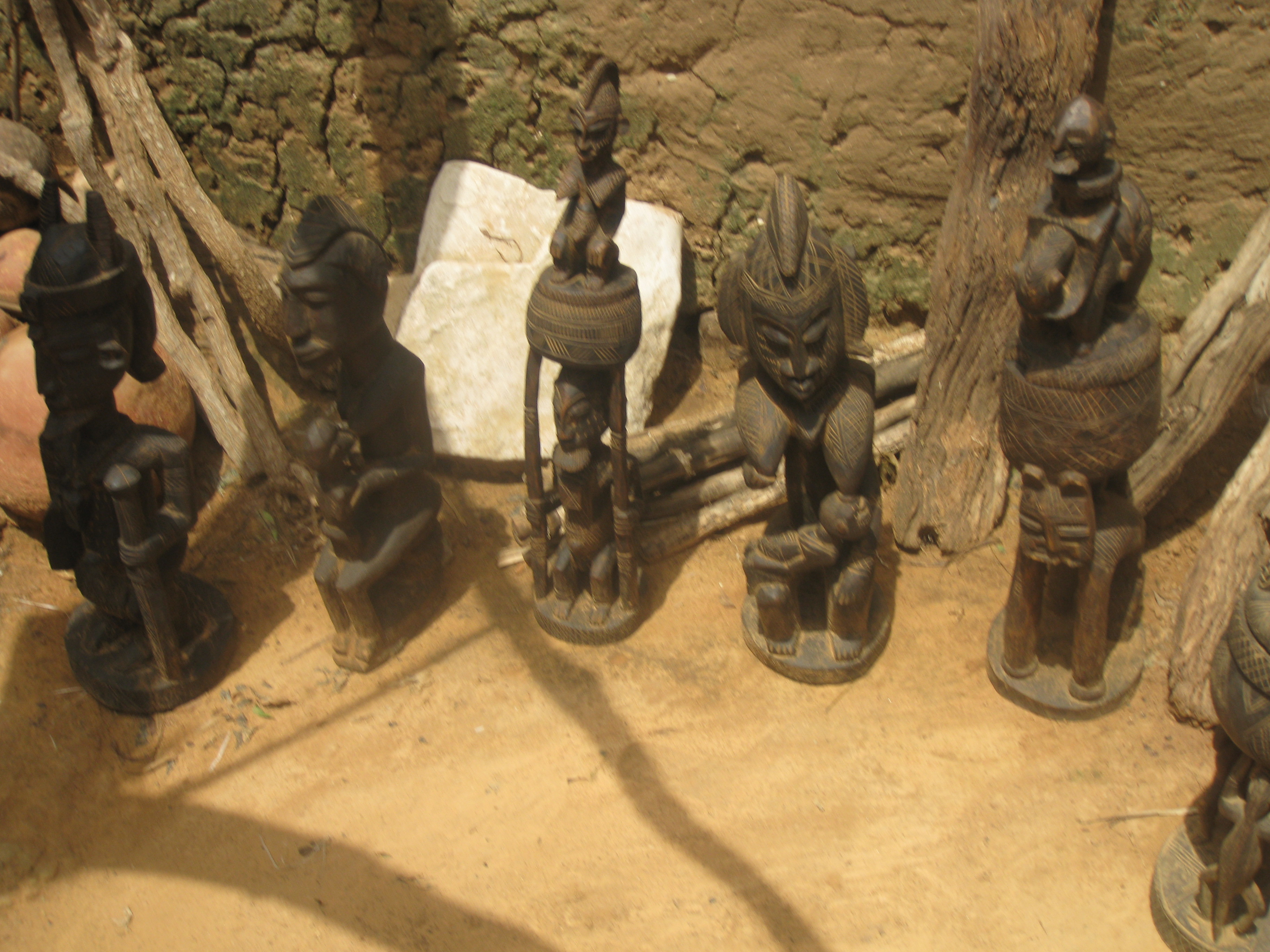
Algunos motivos del arte dogón.

El arte dogón consiste principalmente en la escultura. Sus motivos giran en torno a valores religiosos, ideales y libertades (Laude, 19). Las esculturas dogón no se realizan para mostrarse en público, y suelen guardarse en las casas, santuarios o mantenerse con el hogón (Laude, 20). La importancia del secretismo es debida a la significación simbólica que reside detrás de las piezas y el proceso a través del que son realizadas. Es de suponer que la misma historia del pueblo dogón como grupo resistente a las agresivos monoteísmos expansionistas esté relacionada con esta negación a exhibir su arte, es decir sus miradas sobre el mundo.
Las temáticas que se pueden encontrar en la escultura dogón son humanos con armas levantadas, humanos barbudos superpuestos, jinetes, taburetes con cariátides, maternidades, humanos cubriéndose el rostro, mujeres moliendo mujo perla, porteadoras con cuencos en sus manos, burros llevando cargas, músicos, perros, pancos o abrevaderos cuatrípedes, humanos inclinados por encima de la cintura, imágenes espejo, humanos con mandil, y humanos de pie (Laude, 46-52). Los contactos con otros orígenes o culturas son evidentes en el arte dogón. La influencia del arte Tellem es clara, lo que se muestra claramente en sus diseños rectilíneos (Laude, 24).

## Cultura y religión
El anciano ciego dogón, Ogotemmêli, enseñó los principales símbolos de su religión al antropólogo francés Marcel Griaule en octubre de 1946. Griaule había vivido entre los dogón durante quince años antes de que esta reunión con Ogotemmêli tuviera lugar. Ogotemmêli enseñó a Griaule las historias religiosas tal como él las había aprendido de su padre y abuelo, instrucción que había aprendido en el transcurso de más de veinte años. Lo que hace que el registro sea tan importante desde una perspectiva histórica es que la gente dogón todavía vivía en una cultura oral en el momento en que se registró su religión. Fueron de los últimos pueblos del África occidental en perder su independencia y quedar bajo dominio francés.
Los individuos dogón con los que trabajaron los antropólogos franceses Griaule y Germaine Dieterlen durante las décadas de 1930 y 1940 tenían un sistema de miles de signos, incluidos «sus propios sistemas de medidas de astronomía y calendario, métodos de cálculo y amplios conocimientos anatómicos y fisiológicos, así como una farmacopea sistemática». [cita requerida]
La religión abarcaba muchos aspectos de la naturaleza, que algunos investigadores asocian con una religión africana tradicional.
Las figuras espirituales clave en la religión fueron los gemelos Nummo/Nommo. Según la descripción que hizo Ogotemmêli de ellos, los Nummo, a quienes también se refirió como la Serpiente, eran anfibios que a menudo se comparaban con serpientes, lagartos, camaleones y ocasionalmente incluso perezosos (debido a que se movían lentamente y tenían un cuello sin forma), animales todos de actitud paciente y perseverante en sus objetivos; también fueron descritos como peces capaces de caminar en tierra. Mientras estaban en tierra, los Nummo se alzaron sobre sus colas. La piel de los Nummos era principalmente verde, pero a veces cambiaba de color, como en el camaleón. Se decía que a veces tenía todos los colores del arcoíris.
En otros casos, los Nummo fueron referidos como «Espíritus del Agua». Aunque los Nummo fueron identificados como «Dieu d'eau» (dioses del agua) por Marcel Griaule, Ogotemmêli identificó a los Nummo como hermafroditas y aparecieron en el lado femenino del santuario dogón. Fueron simbolizados principalmente por el sol, que era un símbolo femenino en su religión. En idioma dogón, el nombre del sol (no) tiene la misma raíz que «madre» (na) y «vaca» (nā). Están simbolizados por el color rojo, símbolo femenino.
El problema de los «nacimientos gemelos» gente a «nacimientos individuales», o la androginia frente a seres de sexo unívoco, contribuyeron a un trastorno al principio de los tiempos. Este tema se convirtió en una base importante de la religión dogón. «El chacal estuvo solo desde su nacimiento» — explicó Ogotemmêli— y por eso hizo más cosas de las que se pueden decir». Los varones dogón se asociaron principalmente con el Chacal macho de un solo sexo y el festival Sigui, que estaba asociado con muerte en la tierra. Se lleva a cabo una vez cada sesenta años y supuestamente se relaciona con la estrella enana blanca Sirio B, invisible a simple vista, provocando numerosas especulaciones sobre el origen de tal conocimiento (ver abajo). El color blanco es un símbolo masculino. La lengua ritual y secreta «Sigi so» (lengua del Sigui), se enseña a los dignatarios varones iniciados en la Sociedad de las Máscaras (Awa); se considera una lengua pobre que solo contiene aproximadamente una cuarta parte del vocabulario de «Dogo so», el idioma dogón. El «Sigi so» se emplea para narrar la cosmogonía (historia de la creación del universo),  la aparición de la vida humana y el advenimiento de la muerte, así como durante las ceremonias fúnebres y los ritos del fin del duelo (dama), ocasiones en las que la sociedad Awa desempeña papel protagónico con sus danzas de máscaras.
Debido al nacimiento del chacal macho de un solo sexo, que nació sin alma, todos los humanos finalmente tuvieron que convertirse en seres de un solo sexo. Esto fue para evitar que un ser como el Chacal volviera a nacer en la Tierra. «El Nummo previó que la regla original de los nacimientos gemelos estaba destinada a desaparecer, y que los errores podrían resultar comparables a los del chacal, cuyo nacimiento fue soltero. Debido a su estado solitario, el primer hijo de Dios actuó como lo hizo». La eliminación del segundo sexo y alma de los humanos es lo que representa el ritual de la circuncisión en la religión dogón. «El alma dual es un peligro; un hombre debe ser hombre y una mujer, mujer. La circuncisión y la escisión [ablación del clítoris] son una vez más el remedio».

La religión dogón se centró en esta pérdida de gemelos, símbolos de androginia. Griaule lo describe en este pasaje:
La mayoría de las conversaciones con Ogotemmêli se habían centrado principalmente en los gemelos y en la necesidad de la dualidad y la duplicación de las vidas individuales. Los Ocho Ancestros originales eran realmente ocho pares... Pero después de esta generación, los seres humanos generalmente nacieron solteros. La religión dogón y la filosofía dogón expresaron un sentido inquietante de la pérdida original del gemelo. Los poderes celestiales mismos eran duales, y en sus manifestaciones terrenales intervenían constantemente en parejas...
El nacimiento de gemelos humanos se celebró en la cultura dogón en los días de Griaule porque recordaba el "pasado fabuloso, cuando todos los seres llegaron a existir en dos, símbolos del equilibrio entre los humanos y lo divino". Según Griaule, la celebración de los nacimientos de gemelos fue un culto que se extendió por toda África. Hoy, una minoría significativa de los dogón practica el islam; otra minoría practica el cristianismo. 
La sociedad dogón se organiza bajo un sistema patrilineal. Cada aldea dogón, o familia ampliada, está encabezada por un anciano varón. Este jefe es el hijo vivo más antiguo del antepasado de la rama local de la familia. 

### Matrimonio
La gran mayoría de los matrimonios son monógamos, pero los matrimonios poligínicos no tororales están permitidos en la cultura dogón. Sin embargo, incluso en los matrimonios polígamos es raro que un hombre tenga más de dos esposas. En un matrimonio polígamo las esposas residen en casas separadas dentro del complejo del esposo. La primera esposa, o ya biru, ocupa una posición más alta en la familia en relación con las esposas de matrimonios posteriores.
Formalmente, las esposas se unen a la casa de su esposo solo después del nacimiento de su primer hijo. La selección de una esposa es realizada por los padres del hombre. Los matrimonios son endógamos porque las personas se limitan a casarse solo con aquellos dentro de su clan. También está prohibido casarse fuera de la casta de uno.
Las mujeres pueden dejar a sus esposos temprano en el matrimonio, antes del nacimiento de su primer hijo. Después de tener hijos, el divorcio es un asunto raro y grave, y requiere la participación de toda la aldea. El divorcio es más común en matrimonios polígamos que en matrimonios monógamos. En caso de divorcio, la mujer se lleva solo al niño más pequeño y el resto sigue formando parte de la familia del esposo. Una familia ampliada puede contar hasta cien personas y se denomina guinna.
Los dogón están fuertemente orientados hacia la armonía entendida como equilibrio dual de opuestos, lo que se refleja en muchos de sus rituales: por ejemplo, en uno de los más importantes las mujeres alaban a los hombres, los hombres agradecen a las mujeres, los jóvenes expresan su aprecio por los viejos y los viejos reconocen las contribuciones de los jóvenes; otro ejemplo es la costumbre de elaborar saludos cada vez que un dogón se encuentra con otro, costumbre constantemente reiterada durante la jornada entre el pueblo dogón.
Durante un ritual de saludo la persona que se acerca a otra responde una serie de preguntas sobre toda su familia realizadas por esa otra persona; la respuesta acostumbrada es sewa, significando que todo está bien. Luego, el dogón que se ha acercado repite el ritual a la inversa, preguntando al residente cómo está toda su familia. Debido a que la palabra sewa se repite tan frecuentemente en la aldea dogón, los pueblos vecinos han llamado a los dogón la «gente sewa».

### Hogon

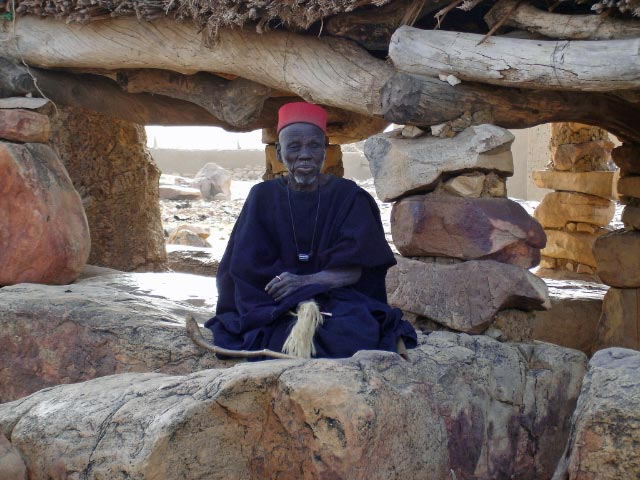
Un hogón.

El hogon es el líder espiritual y político de la aldea. Se elige de entre los hombres más ancianos del linaje dominante de la aldea.
Después de su elección debe seguir un período de iniciación de seis meses, durante el cual no se le permite afeitarse ni lavarse. Lleva ropa blanca y nadie puede tocarlo. Una virgen que aún no ha tenido su primera menstruación lo cuida, le limpia la casa y le prepara los alimentos; al anochecer ella regresa a su casa.
Tras su iniciación usará un fez rojo y un brazalete con una perla sagrada que simboliza su función y estatus. La virgen es reemplazada por una de sus esposas, que asimismo regresa a su casa por la noche, pues el hogon ha de vivir solo en su casa. Los dogón creen que la serpiente sagrada Lébé viene durante la noche para limpiarlo y transferir sabiduría.

### Patrón de subsistencia

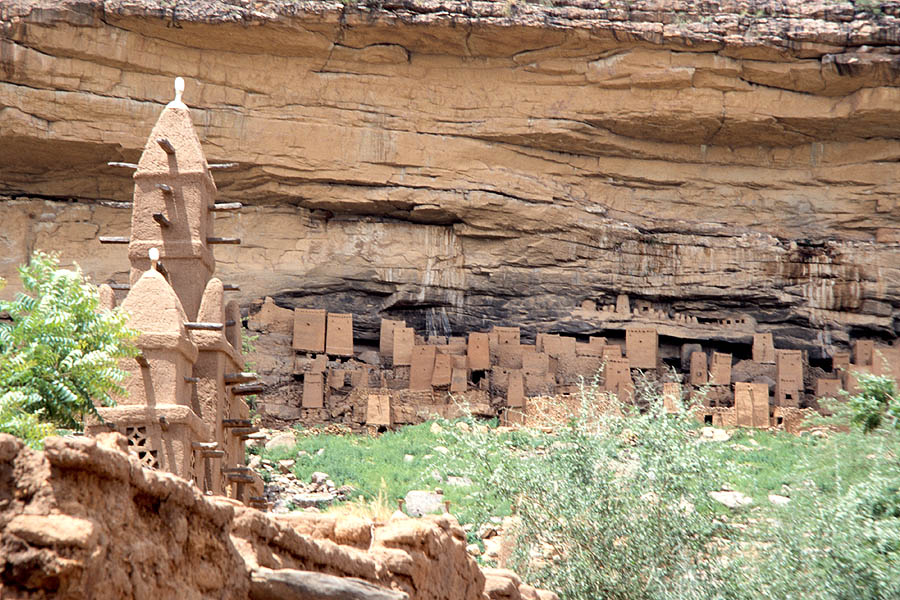
Tellem morada Bandiagara Escarpa Mali

Los dogón son principalmente agricultores cultivadores de cereales (mijo, sorgo y arroz), cebollas, tabaco, maní y algunos otros vegetales. El antecitado Marcel Griaule estimuló la construcción de una presa cerca de Sangha e incitó a los dogón a cultivar cebollas. La economía de la región de Sangha se ha duplicado desde entonces, llegando sus cebollas hasta el mercado de Bamako e incluso Costa de Marfil. El grano se almacena en graneros (ver abajo).
Además de la agricultura, también recolectan frutas silvestres, tubérculos, nueces y miel en los arbustos fuera de los límites de la aldea. Algunos hombres jóvenes buscan caza menor, pero los animales salvajes son relativamente escasos cerca de las aldeas. Es común encontrar pollos o rebaños de ovejas y cabras en las aldeas dogón; sin embargo, la cría de animales tiene poco valor económico. Las personas con alto estatus pueden poseer una pequeña cantidad de ganado.
En época reciente los dogón han establecido intensas relaciones de intercambio con otras sociedades, lo que ha aumentado la variedad en su dieta. Cada cuatro días los dogón asisten a mercados con tribus vecinas, como los fulani y los dyula. Los dogón venden principalmente productos agrícolas (cebollas, granos, algodón y tabaco) y compran azúcar, sal, mercadería europea y muchos productos de origen animal, como leche, mantequilla y pescado seco.

### Castas
Hay dos castas endogámicas en la sociedad dogón: los herreros y los trabajadores del cuero. Los miembros de estas castas están físicamente separados del resto de la aldea y viven en el borde de la aldea o fuera de ella por completo. Si bien las castas están relacionadas con la profesión, la pertenencia se determina por nacimiento. Los herreros tienen poderes rituales importantes y son característicamente pobres. Los trabajadores del cuero participan en un comercio significativo con otras tribus y acumulan riqueza. A diferencia de las normas para el resto de la sociedad, el matrimonio de primos paralelos está permitido dentro de las castas y sus hijos no son circuncidados.

### Circuncisión y ablación

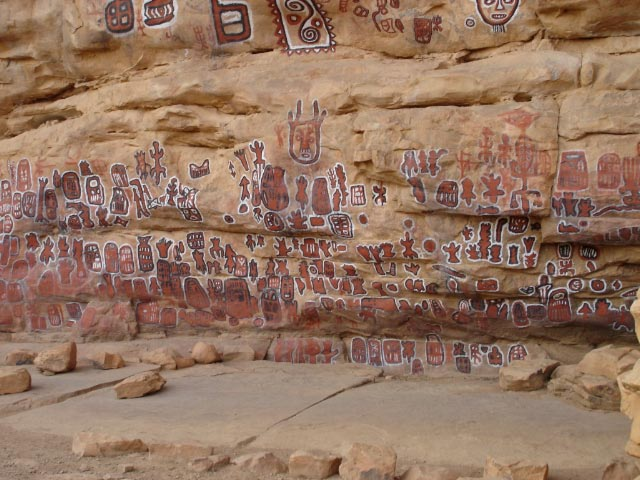
Circuncisión en una cueva pintada.

En el pensamiento dogón machos y hembras nacen con ambos sexos en cada individuo: el clítoris se considera masculino; el prepucio, femenino. Originalmente, el humano estaba dotado de un alma dual, y circuncisión y ablación eliminan la considerada un resto superfluo de aquello, permitiéndose mediante estos rituales que cada sexo asuma su identidad físicamente.
Los niños son circuncisos en grupos de edad de tres años, contando, por ejemplo, todos los niños entre los nueve y los doce años. Esto marca el final de su juventud, constituyendo un rito de iniciación en la edad adulta. El herrero realiza la circuncisión. Luego, permanecen durante unos días en una choza separada del resto de la gente del pueblo, hasta que la herida haya sanado. La circuncisión es un motivo de celebración y los niños iniciados van y reciben regalos. Hacen música en un instrumento especial que suena a modo de sonajero, construido con una barra de madera y calabazas.
Los hombres recién circuncidos deben caminar desnudos durante un mes tras la operación para que la tribu asuma su edad, práctica ancestralmente transmitida y respetada asimismo durante el invierno.
Una vez circunciso, el niño pasa a la edad adulta y se muda de casa de su padre. Todos los hombres de uno de estos grupos de edad viven juntos en una 'duñe' hasta que se casan y tienen hijos. 
Son uno de los grupos étnicos africanos que practican la mutilación genital femenina, incluida una circuncisión tipo I, que implica la eliminación del clítoris.
El pueblo de Songho tiene una cueva de circuncisión adornada con pinturas rupestres rojas y blancas de animales y plantas. Cerca hay una cueva donde se almacenan los instrumentos musicales.

### Las «sociedades de máscaras» dogón

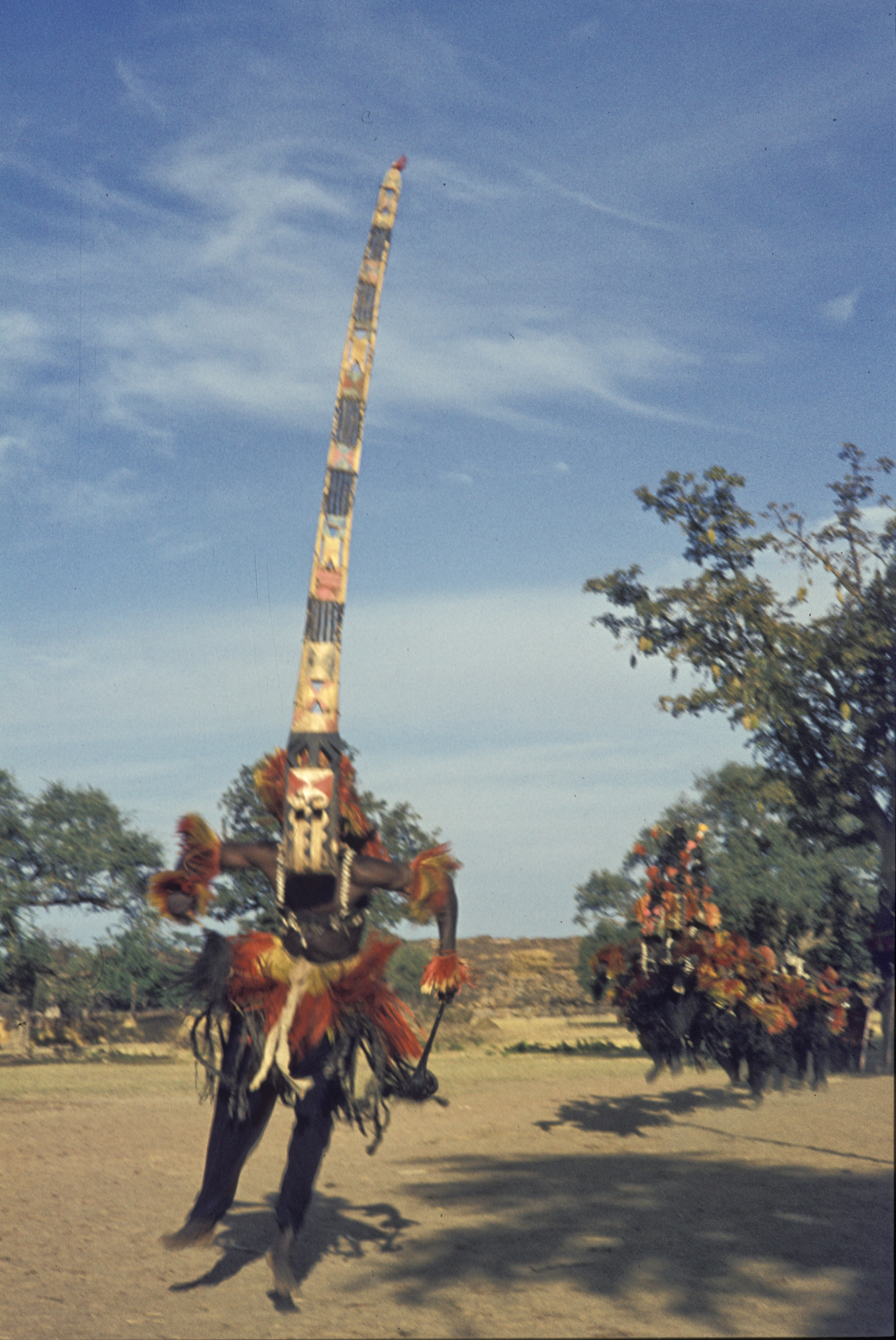
Hombre con una máscara de Sirige saltando durante una ceremonia, 1974.

«Awa» es una sociedad de danza enmascarada con importancia ritual y social. Tiene un código estricto de etiqueta, obligaciones, prohibiciones y un lenguaje secreto (sigi so). Cualquier varón dogón, convenientemente iniciado, puede participar en la sociedad Awa, a excepción de ciertos miembros de cada casta. Las mujeres tienen prohibido unirse y aprender el idioma sigi so. La sociedad secreta Awa se caracteriza por las máscaras que usa durante los rituales. Hay dos eventos principales en los que se realizan los awa: el ritual «Sigi» y los rituales funerarios «Dama».
Sigi es un ritual de toda la sociedad que recrea la cosmogonía y honra a los antepasados primordiales. Se cree que se originó como método de unión pacífica entre los pueblos dogón, el Sigi involucra así a todos los pueblos dogón. Comenzando desde el noreste del territorio Dogon, cada pueblo se turna para celebrar y organizar elaboradas festividades y ceremonias. Durante este tiempo se tallan nuevas máscaras y se dedican a sus antepasados. Cada pueblo lo celebra durante aproximadamente un año antes de que el Sigi se traslade al siguiente pueblo. Se inicia un nuevo Sigi cada aproximadamente sesenta años, siguiendo su mencionado calendario siríaco.
Los rituales funerarios se desarrollan en dos partes. La primera, inmediatamente después de la muerte de la persona; la segunda puede ser años después. Debido al gasto que implican, los segundos rituales funerarios tradicionales o (Dama) se están volviendo poco habituales. Muchas Dama que se realizan actualmente no se llevan a cabo con su intención original, sino como fuente de ingresos monetarios a cambio del entretenimiento para turistas interesados en el estilo de vida dogón, cobrándomes a cambio de la observación del ritual y la venta de máscaras (Davis, 68).
El duelo tradicional consiste en una mascarada que esencialmente lleva a las almas de los difuntos a sus lugares de descanso final a través de una serie de danzas rituales. La Dama incluye el uso de numerosa estatuaria y máscaras que sujetan mediante capuchas y mordiéndolas. Cada aldea puede diferir en los diseños de las máscaras utilizadas en el ritual de dama, aunque a partir de un patrón establecido. Cada pueblo puede tener su propia forma de desarrollar los rituales Dama. El primer duelo consiste en un evento, conocido como «Halic», inmediatamente después de la muerte de una persona y dura un día (Davis, 68).
Según Shawn R. Davis, este ritual particular incorpora los elementos del yingim y el danyim. Durante la ceremonia del yincomoli, se rompe una calabaza sobre el tazón de madera, la azada y el «bundukamba» (manta funeraria) del difunto, que anuncia la entrada de las máscaras utilizadas en esta ceremonia, mientras se decora la entrada del difunto a su hogar en el complejo familiar con elementos rituales (Davis, 72–73).
Las máscaras utilizadas durante la ceremonia del yincomoli incluyen la máscara Yana Gulay, la máscara Satimbe, la máscara Sirige y la máscara Kanaga. El propósito de la máscara Yana Gulay es hacerse pasar por una mujer fulani, y está hecha de tela de algodón y conchas de piel. La máscara Satimbe representa a las mujeres ancestrales, de quienes se dice que descubrieron el propósito de las máscaras de guiar a los espíritus de los fallecidos al plano espiritual (Davis, 74). La máscara Sirige es una máscara alta usada en los funerales solo de los hombres que estaban vivos durante la celebración de la ceremonia Sigui (Davis, 68). Los enmascarados Kanaga bailan y se sientan al lado del «bundkamba», que representa al difunto.
Los rituales yingim y danyim duran unos cuantos días. Estos eventos también se llevan a cabo anualmente para honrar a los ancianos que han muerto desde la última Dama. El yingim consiste en el sacrificio de vacas u otros animales valiosos, y grandes batallas simuladas realizadas para ayudar a perseguir al espíritu, conocido como el nyama, desde el cuerpo y la aldea del fallecido y hacia el camino hacia el más allá (Davis, 68 )
El danyim se lleva a cabo un par de meses después. Durante el danyim, los enmascarados realizan bailes todas las mañanas y tardes durante seis días. Casa pueblo introduce variantes en el ritual. Los enmascarados bailan en los tejados del difunto, en todo el pueblo y en el área de los campos alrededor del pueblo (Davis, 68). Hasta que los enmascarados hayan completado sus bailes y se haya realizado cada ritual, se dice que cualquier desgracia puede atribuirse a los espíritus de los muertos que aún no han pasado al plano trascendente (Davis, 68).

### Sectas

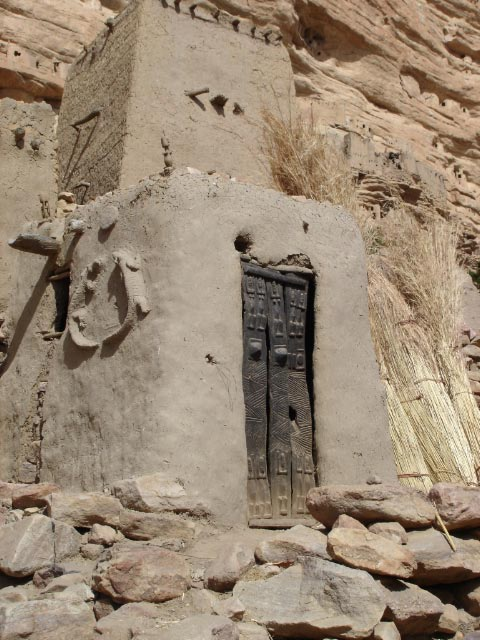
La aldea dogón de Banani, Mali, diciembre de 2006.

En la sociedad dogón se dan varias sectas:
- Secta del dios creador, Amma. La celebración es anual y consiste en ofrecer fonio (variedad del míjo) hervido en el altar cónico de Amma, pintado de blanco. Todas las otras sectas se dirigen animismo a Amma.
- Sigi es la ceremonia dogón más importante a escala comunitaria. Se lleva a cabo cada sesenta años aproximadamente, en consonancia con un calendario siríaco (ver abajo), y puede ocupar varios años. El último comenzó en el año 1967 y terminó en 1973; el próximo comenzará en 2027. La ceremonia del Sigi simboliza la muerte del primer antepasado —no confundir con Lébé— hasta el momento en que la humanidad adquirió el uso de la palabra hablada. El Sigi es una larga procesión que comienza y termina en el pueblo de Youga Dogorou y va de un pueblo a otro durante varios meses o años. Todos los hombres usan máscaras y bailan en largas procesiones. El Sigi tiene un lenguaje secreto, el Sigi So, que a las mujeres no les está permitido aprender. La Sociedad secreta del Sigui desempeña un papel central en la ceremonia, que preparan con mucha anticipación, viviendo durante tres meses escondidos fuera de las aldeas, no pudiendo ser vistos por nadie. Los hombres de la Sociedad del Sigi se denominan Olubaru. Los aldeanos los temen, temor cultivado por la prohibición de salir de noche, cuando su sonido advierte que los Olubaru están fuera. La máscara más relevante en los rituales del Sigi es la Gran Máscara o la Madre de las Máscaras: con varios metros de largo, se sostiene con la mano y no se usa para ocultar el rostro. Esta máscara se fabrica nuevamente para cada festival Sigi.
- La secta Lébé adora al antepasado Lébé Serou, el primer ser humano mortal, que se transformó en serpiente. La celebración tiene lugar una vez al año y dura tres días. El altar es una estructura cónica puntiaguda sobre la cual el hogon ofrece fonio hervido mientras menciona en su bendición ocho granos más uno. Luego, el hogón realiza algunos rituales en su casa, que es el hogar de Lébé. El último día, todos los hombres del pueblo visitan todos los altares de Binou y bailan tres veces alrededor del altar de Lébé. El hogón invita todos los que ayudaron a beber la cerveza de foino.
- A la secta Binou la caracteriza el empleo de tótemes, tanto los comunes a toda la aldea como los individuales, personificados por sacerdotes-tótem. Un animal tótem es adorado en un altar de Binou. Los tótemes son, por ejemplo, el búfalo de Ogol-du-Haut y la pantera de Ogol-du-Bas. Normalmente, nadie es dañado por su animal tótem, incluso tratándose del cocodrilo (como para el pueblo de Amani, donde hay una gran piscina de cocodrilos que no atacan a los aldeanos). Excepcionalmente, un animal tótem podría dañar a quien haya cometido alguna falta. Un adorador no puede alimentarse de su tótem, usar cuero de su piel o ni siquiera verlo morir. Si esto sucede por accidente, tiene que organizar un sacrificio de purificación en el altar de Binou. Se ofrece mijo hervido y se sacrifican cabras y pollos en un altar de Binou, lo que pigmenta el altar de blanco y rojo. Los altares de Binou parecen casitas con una puerta. Son más grandes cuando el altar es para un pueblo entero. El altar de un pueblo también tiene el «gancho de nubes», que atrapará las nubes y hará que llueva.
- La secta de los gemelos: el nacimiento de gemelos es un signo de buena suerte. Las familias dogón ampliadas tienen rituales comunes, durante los cuales evocan a todos sus antepasados en ceremonias de retorno al origen centradas en la antigua pareja de gemelos primordial cosmogónica.
- La secta Mono: El altar Mono está en la entrada de cada pueblo. Jóvenes solteros celebran la secta Mono una vez al año en enero o febrero. Pasan la noche alrededor del altar, cantando, gritando y saludando con antorchas de fuego. Cazan ratones que serán sacrificados en el altar al amanecer.

## Poblados y aldeas dogón

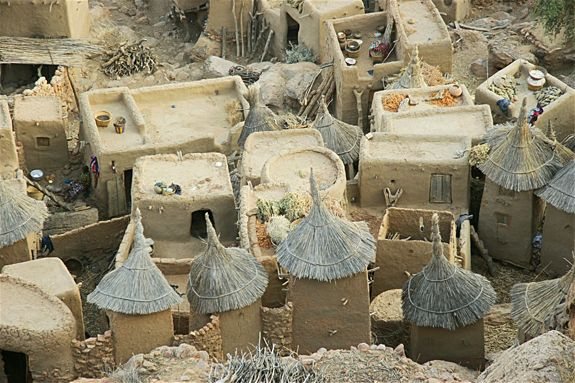
Una típica aldea dogón.

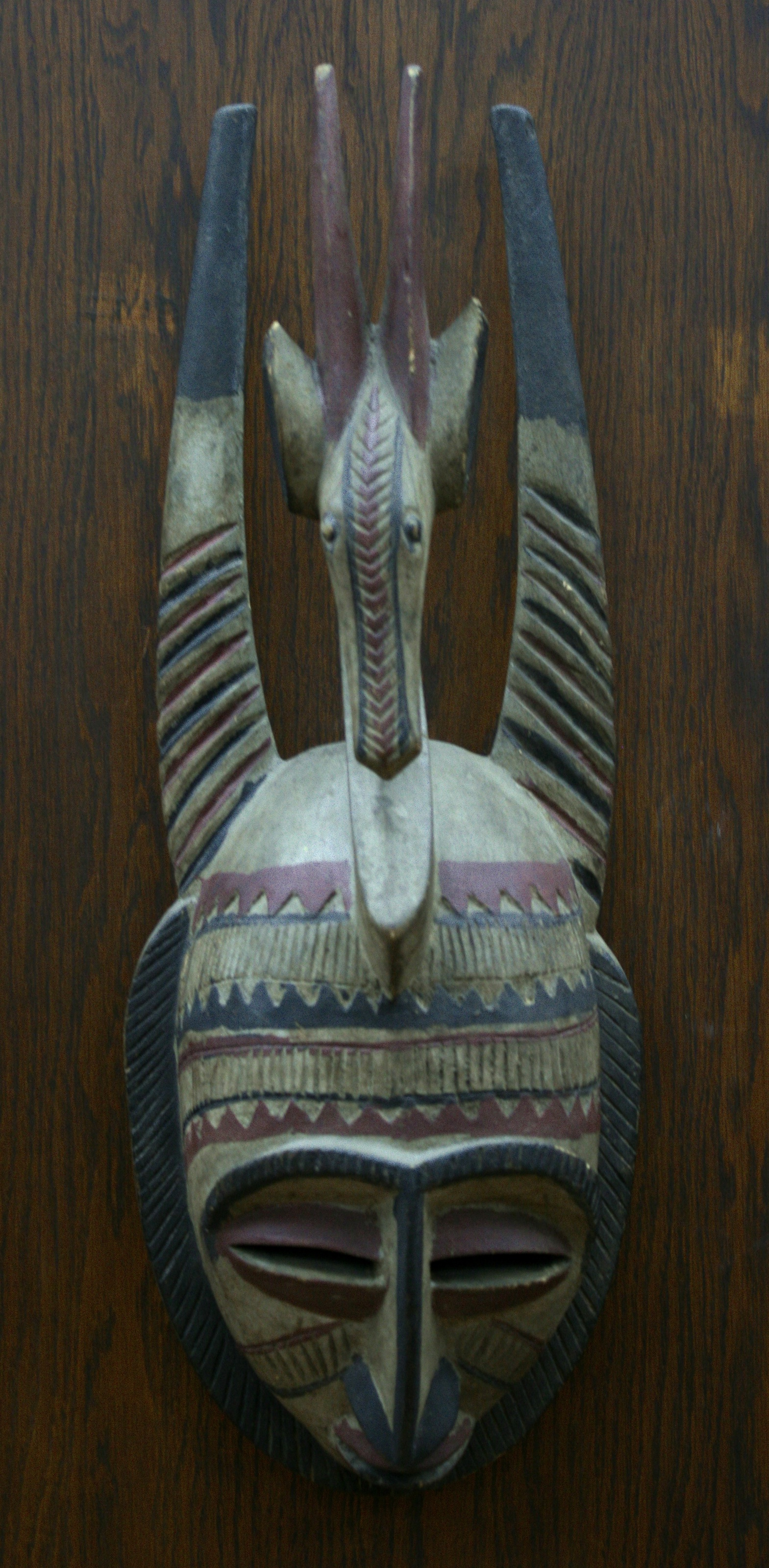
Una máscara dogón con la representación de un antílope; actualmente en la Galería Nacional de Arte Extranjero (Bulgaria).

Las aldeas dogón tienen diferentes tipos de construcciones:
- Granero masculino: construcción de cubierta puntiaguda para almacenamiento de mijo perla y otros granos, protegido de roedores y otros animales por elevación. La mujer no tiene acceso a él. La cantidad de grano que puede almacenar es una indicación del tamaño y riqueza de un «guinna» o entidad familiar de habitación.

- Granero femenino: construcción asimismo puntiaguda, similar al granero masculino pero peor protegido contra animales, donde la mujer guarda enseres personajes (ropa, joyería, dinero, comida...). Como la mujer puede ser económicamente independiente y realizar tejidos, cerámica, etc., los objetos relativos a su comercio se guardan en este su granero personal. El número de graneros femeninos es indicativo del número de mujeres que conviven en la guinna.

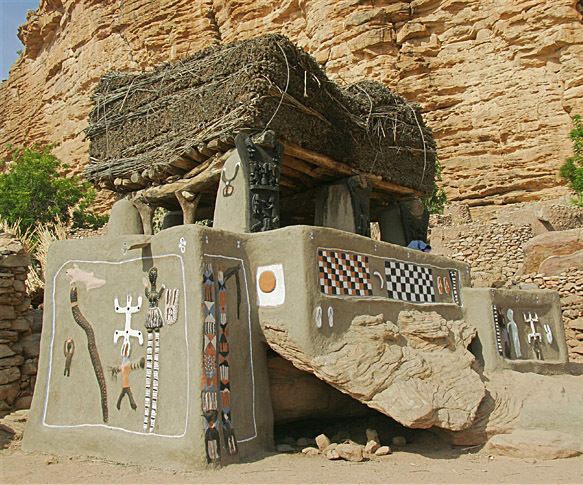
Una tógu nà.

- «Tógu nà» (un tipo de «case à palabres» o foro cerrado): construcción de cubierta fabricada con ocho capas de tallos de mijo y únicamente destinada para hombres, que pasan en ella buena parte del día durante el pico de calor de la estación seca discutiendo negocios y tomando decisiones.[9] Es una construcción baja en la que no se puede estar de pie, lo que ayuda a evitar violencia si las discusiones elevan el tono.

- Casa de la menstruación: construcción realizada por mujeres en las afueras del pueblo o aldea, de calidad inferior al resto de construcciones de la población. Al considerarse que las mujeres durante su período están impuras, deben dejar su casa familiar para vivir durante cinco días en esta edificación, llevando consigo a sus hijos pequeños y utilizando herramientas de cocina que solo se encuentran aquí. Espacio de encuentro para las mujeres durante las tardes, se supone que este emplazamiento pueda tener simbología reproductiva dado que la cabaña resulta fácilmente visible por los hombres que trabajan los campos y que saben que en su interior solo puede haber mujeres en menstruación, por lo tanto no embarazadas.

## Lenguas
Frecuentemente el dogón se ha considerado como un único idioma, aunque con diferentes bloques dialectales que pueden llegar a tomarse por lenguas diferentes. Dos de los más arcaizantes son dyamsaymás (o jamsay) y el tombo,[cita requerida] siendo este segundo generalmente empleado para las oraciones tradicionales y cánticos rituales. La familia lingüística dogón está altamente diversificada y muchas de sus variedades no son mutuamente comprensibles, contándose hasta doce lenguas diferentes y unos cincuenta dialectos. También existe una lengua secreta ritual, el «sigi sǫ» (lengua del Sigi), enseñada a los miembros (olubarū) de la Sociedad de las Máscaras para utilizarse durante la ceremonia Sigi.
Las mujeres no tienen derecho a aprender el Sigi so.
Se acepta de modo generalizado que el grupo lingüístico dogón es parte de la familia lingüística Níger-Congo, aunque la evidencia es débil. Se han relacionado con la subfamilia de lenguas mandé y también con las lenguas gur. En una reciente retrospectiva de la familia Níger-Congo, el dogón se considera una rama independiente dentro de la familia
Las lenguas dogón muestran algunos vestigios de un sistema de clase nominal (un ejemplo es que los sustantivos humanos tomen un sufijo plural distinto, razón por la que la denominación de etnias africanas en idiomas de otras familias son sustantivos y adjetivos invariables en género y número), llevando a los lingüistas a concluir que el dogón podría haber divergido del tronco Níger-Congo muy tempranamente; sugerencia de esto mismo es el orden básico gramatical sujeto objeto verbo, que el dogón comparte con ramas tempranas Níger-Congo como las lenguas ijoides y mandé.

## Los dogón y Sirio
Entre 1931 y 1956 el antropólogo francés Marcel Griaule (1898-1956) estudió a los dogón. Sus investigaciones incluyeron campañas de campo durante períodos diversos —desde pocos días hasta un par de meses— en los años 1931, 1935, 1937 y 1938.
A finales de 1946 Griaule pasó treinta y tres días consecutivos manteniendo conversaciones con un hogón (chamán dogón) llamado Ogotemeli, fuente de la mayor parte de las futuras publicaciones de Griaule.
Griaule escribió casi tres mil páginas acerca de las creencias de Ogotemeli con respecto a la clasificación de las plantas y la cosmogonía, entre otros temas. No nombró a la estrella Sirio en estos textos.
Entre 1946 y 1956 Griaule viajó anualmente a la región de los dogón.
En 1965 la antropóloga francesa Germaine Dieterlen (1903-1999) ―que viajó varias veces con Griaule a Malí― publicó Le renard pâle, donde sostenía que Ogotemeli en sus charlas con Griaule (fallecido nueve años antes)
- había descrito la Luna como «seca y estéril»;
- habría afirmado que el planeta Júpiter tiene cuatro satélites (los descubiertos en 1610 por Galileo Galilei, y los únicos conocidos hasta 1892);[16]
  - en 1965 ya se conocían doce satélites de Júpiter: Io, Europa, Ganímedes, Calisto (descubiertos por Galileo Galilei en 1610), Amaltea (Barnard, 1891), Himalia (Perrine, 1904), Elara (Perrine, 1905), Pasífae (Melotte, 1908), Sinope (Nicholson, 1914), Lisitea (Nicholson, 1938), Carme (Nicholson, 1938) y Ananke (Nicholson, 1951);
  - se siguieron descubriendo decenas de satélites de Júpiter: en 2011 se descubrió el número sesenta y siete;
- Ogotemeli habría dicho conocer los anillos de Saturno (que en Occidente ya eran conocidos desde el siglo XVIII);[16]
  - sin embargo, no conocía los anillos de Júpiter (descubiertos en 1977), ni los de Urano (también descubiertos en este mismo año);[17]
- habría dicho que Sirio es un sistema triple («Sigi Tolo», o Estrella del Sigi) formado por una estrella gemela («Po Tolo», «tan pesada que todos los hombres del planeta no podrían levantarla») y por una tercera estrella («Emme Ya») cuatro veces más liviana que Po Tolo;
  - esta estrella compañera (Sirio B) y algunos de sus datos se conocían en Occidente desde 1862; su diámetro es similar al de La Tierra y su peso similar al de nuestro Sol;[18]
  - la idea de una tercera estrella fue una teoría de Charles Volet (1932).[19] En el año 1995 la NASA detectó anomalías en las órbitas de Sirio A y Sirio B de las que se dedujo la existencia de Sirio C.[20]
- habría hablado acerca de que los dioses nommo eran anfibios que llegaron desde el cielo en una nave volante y predicaron ante la gente, que se reunía en gran número en torno al lago que se creó alrededor de la nave.[21][22]

En sus publicaciones informaron de que los dogón creen que la estrella más brillante del firmamento, Sirio («Sigi Tolo» o Estrella del Sigi), tiene dos estrellas compañeras, «Pō Tolo» (la estrella Digitaria) y «Ęmme Ya Tolo» (la estrella femenina del Sorgo), respectivamente la primera y segunda compañera de Sirio A.
Sirio, en el sistema dogón, formó uno de los focos a partir de la órbita de una pequeña estrella, la estrella compañera Digitaria. Cuando Digitaria está más próxima a Sirio, esa estrella se ilumina; cuando está más alejada produce el efecto de un pestañeo que hace que el observador vea varias estrellas. El ciclo orbital ocupa cincuenta. años.
En 1976 el escritor Robert K. G. Temple publicó The Sirius mystery, donde popularizó la idea de que los dogón habían tenido contacto con extraterrestres a partir de que presumiblemente el sistema dogón implicaba conocimiento de hechos astronómicos solo conocidos por la moderna astrología occidental, ya que, según el relato de Griaule y Dieterlen, parecían saber que Sirio forma parte de un sistema estelar binario, cuya segunda estrella, Sirio B, una enana blanca, había permanecido invisible al ojo humano («Pō Tolo»-Digitaria también designa al grano de fonio, el más pequeño conocido por los dogón) y que tarda cincuenta años en completar su órbita. La existencia de Sirio B solo había podido inferirse a través de cálculos matemáticos llevados a cabo por Friedrich Bessel en 1844. Temple argumentaba, a partir de lo anterior, que la información de los dogón, rastreada hasta fuentes mitológicas del antiguo Egipto, podría indicar una transmisión extraterrestre de conocimiento de las estrellas.
Ni Griaule ni Dieterlen habían llevado a cabo tales afirmaciones sobre una posible fuente esotérica y exotérica del conocimiento dogón.
Más recientemente se han alzado dudas sobre la validez del trabajo de Griaule y Dieterlein.
En un artículo publicado en 1991 en Current Anthropology, el antropólogo Walter van Beek publicó sus conclusiones tras su investigación sobre los dogón:

Aunque hablan acerca de Sigu Tolo [que es como Griaule afirmó que los dogón llaman a Sirio] no están en absoluto de acuerdo entre ellos en el significado de la estrella. Para algunos es una estrella invisible que debería alzarse para anunciar el festival sigu, para otros es Venus, en otra posición, apareciendo como Sigu Tolo. Todos están de acuerdo, no obstante, que aprendieron acerca de esa estrella gracias a Griaule.

En 1991 el antropólogo danés Walter E. A. van Beek ―que vivió once años con los dogón, entre 1979 y 1990― publicó Dogon restudied, donde criticó los métodos de investigación de Griaule y Dieterlen y sugirió que habían confiado en un solo informante (Ogotemeli) que podría haber sido influenciado por un misionero jesuita que había vivido en la región antes de las visitas de Griaule y Dieterlen.
El autor estadounidense Robert Temple escribió en 1976 un libro de pseudoarqueología titulado The Sirius Mystery en el que afirmaba que los dogón poseen conocimientos inusitados debido a su contacto con una civilización extraterrestre procedente de Sirio. El científico estadounidense Carl Sagan demostró la falsedad de tales afirmaciones en su libro El cerebro de Broca, publicado en 1980.
- Todos los supuestos conocimientos de los dogón coinciden con los conocimientos astronómicos alcanzados en Occidente a principios del siglo XX, siendo asimismo solidarios con los errores aceptados de la misma época.
- Esos conocimientos no incluían ni uno solo de los descubrimientos posteriores a 1932.
- Ninguno de los conocimientos astronómicos que habrían legado esos visitantes alienígenas al pueblo dogón era desconocido para la astronomía moderna occidental antes de que sus mitos fueran registrados en las  décadas treinta y cuarenta del siglo XX.
- Esa información incluía varios errores actualmente obvios, poco probables si procedieran de una civilización tecnológicamente avanzada.
- No existe ningún registro previo a los años cuarenta del siglo XX sobre el saber astronómico de los dogón.
- La evidencia material respecto a ese extraordinario saber es ambigua y sujeta a interpretaciones arbitrarias, como el famoso «huevo del mundo» (dibujo de un sólido), transformado en un diagrama orbital (una elipse).
- Existen explicaciones alternativas verosímiles, como la de Carl Sagan basada en procesos de asimilación cultural observables en otras culturas.
- Toda la leyenda sobre el saber secreto de los dogón acerca de Sirio se basa en una única fuente (Griaule) y las aseveraciones de esta fuente no han podido ser confirmadas por muchos otros investigadores que han trabajado sobre el terreno; es decir, no se ha dado una verificación independiente de los datos, y sí varias refutaciones.
- Los datos y los métodos empleados por la fuente original han sido cuestionados y criticados.
- La investigación de Walter van Beek aporta evidencias en contra de que alguna vez haya existido en el pueblo dogón un inusual, detallado y preciso conocimiento astronómico, fuera de las posibilidades reales de una sociedad pretecnológica. La hija de Griaule, Genevieve Calame-Griaule, respondió en una publicación posterior argumentando que Van Beek «no siguió los pasos adecuados para adquirir conocimiento» y sugirió que los informadores dogón de Van Beek podrían haber pensado que este había sido enviado por las «autoridades políticas y administrativas para probar la ortodoxia musulmana de los dogón».[30]

### Gentes
- Anónimo: Mali 2005-2006. Sin lugar: Petit Futé, sin fecha. ISBN 2-7469-1185-X.
- Beaudoin, Gerard: Les dogon du Mali. Francia: BDT Développement, 1997. ISBN 2-9511030-0-X.
- Bedaux, R. & J. D. van der Waals (eds.): Dogon: mythe en werkelijkheid in Mali. Leiden: National Museum of Ethnology, 2003.
- Griaule, Marcel: Conversations with Ogotemmeli: an introduction to dogon religious ideas. [1965]. International African Institute/Oxford University Press, 1970. ISBN 0-19-519821-2.
- Griaule, Marcel: Dieu d'eau. Entretiens avec Ogotemmêli. Paris: Fayard, 1966. ISBN 2-213-59847-9 (traducción española Dios de agua, Barcelona, Alta Fulla, 1987, 4ª ed. 2009).
- Morton, Robert (ed.), Stephenie Hollyman (fotografías), y Walter E. A. van Beek (texto): Dogon: Africa's people of the cliffs. Nueva York: Abrams, 2001. ISBN 0-8109-4373-5.
- Sékou Ogobara Dolo: La mère des masques. Un dogon raconte. Sin lugar: Seuil, 2002. ISBN 2-02-041133-4.
- Wanono, Nadine (texto), y Michel Renaudeau (fotografías): Les dogon. París: Éditions du Chêne-Hachette, 1996. ISBN 2-85108-937-4

### Lenguas
- Hantgan, Abbie (2007) Dogon Languages and Linguistics An (sic) Comprehensive Annotated Bibliography
- Hochstetler, J. Lee, Durieux, J.A. & E.I.K. Durieux-Boon (2004) Sociolinguistic Survey of the Dogon Language Area. SIL International. online version
- Bertho, J. (1953). «La place des dialectes dogon de la falaise de Bandiagara parmi les autres groupes linguistiques de la zone soudanaise». Bulletin de l'IFAN 15: 405-441.
- Williamson, Kay, y Roger Blench: «Niger-Congo», en Bernd Heine y Derek Nurse (eds.): African languages - an introduction (págs. 11-42). Cambridge: Cambridge University Press, 2000.

### Arte
- Laude, Jean: African art of the dogon: the myths of the cliff dwellers. Nueva York: The Viking Press, 1973.
- Davis, Shawn R.: «Dogon funerals», en African Art, vol. 35, n.º 2, verano de 2002.